# Prosoplus nigrosignatus
Prosoplus nigrosignatus là một loài bọ cánh cứng trong họ Cerambycidae.